# Johannes Gezelius der Ältere

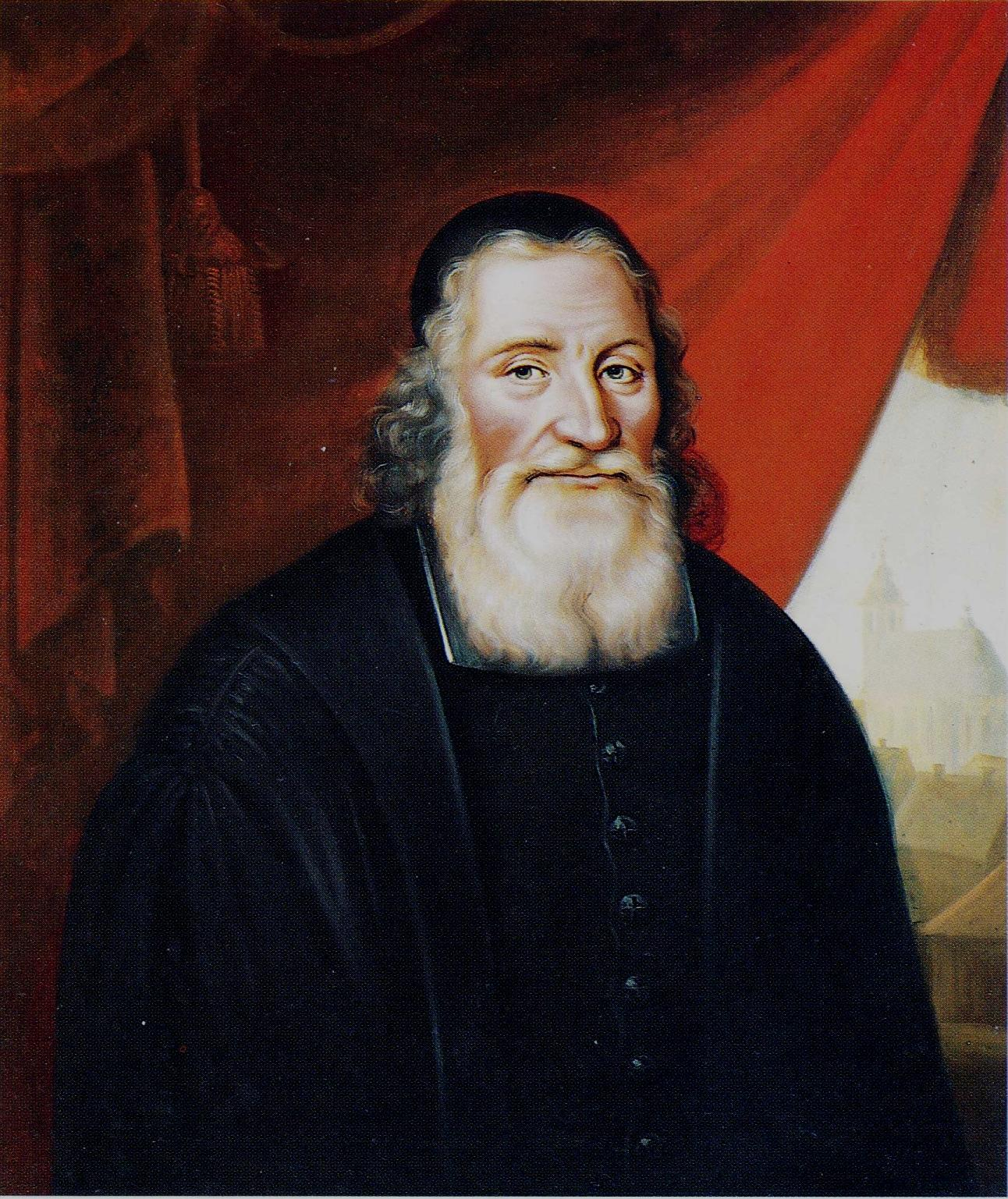
Johannes Gezelius der Ältere, Porträt nach einem Original des 17. Jahrhunderts

Johannes Gezelius der Ältere (* 3. Februar 1615 in Romfartuna, Västmanland; † 20. Januar 1690 in Åbo) war ein schwedisch-finnischer lutherischer Theologe.

## Leben
Gezelius, Sohn eines Bauern, studierte nach dem Besuch des Gymnasiums in Västerås an den  Universitäten Uppsala und Dorpat Evangelische Theologie. 1638 erwarb er den Titel eines Magisters, wurde 1641 Professor für Biblische Sprachen und 1643 außerordentlicher Professor der Theologie in Dorpat. Im Auftrag von Königin Christina nahm er an verschiedenen Projekten zur Versöhnung der Konfessionen teil, unter anderem am Thorner Religionsgespräch von 1645. Hier lernte er wohl auch Johann Amos Comenius kennen, dessen pädagogische Ideen er später zu verwirklichen suchte. Als die schwedische Kirchenpolitik jedoch zu einer strengeren Orthodoxie umschwenkte, wurde Gezelius 1649 nach Schweden zurückberufen und trat eine Pfarrstelle in Stora Skedvi, Dalarna, an. 1660 übernahm er die Stelle des Superintendenten von Livland mit Sitz in Riga. 1664 wurde er zum Bischof von Åbo (finnisch Turku, siehe auch Erzbistum Turku) gewählt und blieb in diesem Amt bis zu seinem Tod. Sein gleichnamiger Sohn Johannes Gezelius der Jüngere wurde sein Nachfolger.

## Werk und Bedeutung
Gezelius setzte sich besonders für die Verbesserung der theologischen Ausbildung ein. Dabei legte er größtes Gewicht auf die Predigt, die klar und verständlich sein sollte. Alle Pfarrer mussten sich regelmäßig weiterbilden. Die Kirchengemeinden verpflichtete er, Bücher zu kaufen und Bibliotheken aufzubauen. Um sie mit guter Literatur zu versorgen, gründete er selbst eine Druckerei. Ferner reformierte er die städtischen Schulen und verpflichtete sie auf das didaktische Programm des Comenius. Der 1666 von ihm verfasste finnische Katechismus Yxi paras lasten tawara (Der beste Schatz der Kinder) war bis ins 19. Jahrhundert im Gebrauch.
Gezelius ambitiösestes Werk war eine mehrbändige kommentierte Bibelausgabe, das sogenannte Bibelwerk, die er mit seinem Sohn herausgeben wollte. Die Arbeit zog sich aber lange hin. Erst 1711 und 1713 konnte das Neue Testament in zwei Teilen erscheinen. Die Ausgabe des Alten Testaments wurde erst von seinem Enkel Johannes Gezelius dem Jüngsten (1686–1733) vollendet.

## Schriften (Auswahl)
- Encyclopaedia synoptica. 1672.
- Perbreves commonitiones. 1673
- Casuum conscientiae decisiones. 1689.